# Мария-Анна фон Пфалц-Нойбург
Мария-Анна фон Пфалц-Нойбург (на немски: Maria Anna von der Pfalz-Neuburg; на испански: María Ana del Palatinado-Neoburgo) е германска принцеса и кралица на Испания (1690 – 1700), втора съпруга на крал Карлос II.

## Биография

### Произход и ранни години (1667 – 1689)
Мария-Анна е родена в двореца Бенрат, Дюселдорф, Херцогство Берг. Тя е дъщеря на курфюрст Филип Вилхелм фон Пфалц, херцог на Берг, и на Елизабет-Амалия Хесен-Дармщатска, дъщеря на ландграф Георг II фон Хесен-Дармщат. По-голямата част от детството си прекарва в замъка на Нойбург на Дунав.
След смъртта на Мария-Луиза Орлеанска, първата съпруга на испанския крал Карлос II (1661 – 1700), Мария-Анна е избрана от майка му Мариана Австрийска да се омъжи за овдовелия испански крал, който все още нямал наследници. Изборът на Мария-Анна е обусловен от фактът, че тя произхожда от плодовито семейство (родителите ѝ имат още 22 деца), което се намира в тесни роднински връзки с австрийските Хабсбурги (сестра ѝ Елеонора е омъжена за император Леополд I).

### Кралица на Испания (1690 – 1700)
Първоначално бракът на Мария-Анна и Карлос II е сключен задочно в Инголщат на 28 август 1689 г., в присъствието на император Леополд II. Едва през пролетта на 1690 г. Мария-Анна пристига в Испания, където тя и Карлос II са венчани в Сан Диего, близо до Валядолид. Бракът им обаче остава бездетен поради здравословните проблеми на Карлос II.
Чрез постоянните си изблици на гняв и няколкото си въображаеми бременности Мария-Анна умело успява да манипулира съпруга си. Освен това тя умело плете интриги в испанския двор, работейки в полза на племенника си Карл Австрийски, когото желаела да види на испанския престол след смъртта на бездетния Карлос II. Мария-Анна обаче среща острото противодействие на свекърва си, Мариана Австрийска, която желаела да осигури испанската корона на внука си, Йозеф Фердинанд Баварски. Така между двете първи дами на Испания избухва конфликт, който довежда до грозни скандали помежду им.
В Испания Мария-Анна е изключително недолюбвана, поради непрекъснатите ѝ опити да отклонява колкото е възможно повече пари за себе си и за германските си роднини. Тя дори задига няколко безценни картини от кралската колекция и ги изпраща в Германия. Въпреки това Мария-Анна е принудена да се съобразява и с разстроените финанси на Испания, поради което веднъж била принудена да заложи бижутата си, за да плати някои дългове, които кралят не можел да покрие. По този случай тя многократно се оплаква на родителите си, изтъквайки, че сестрите ѝ са получили по-богата зестра от нейната, а гневът ѝ бил безграничен, когато разбрала за огромната зестра на покойната Мария-Луиза Орлеанска. В едно от писмата си до Мария-Анна майка ѝ заявява:
| „ | Не е истина, че Кралицата е имала по-малка зестра от сестрите си. Нито Императрицата, нито Кралицата на Полша, нито Принцесата на Полша получиха повече от нея. Разбира се, тя не може да се сравнява с дъщерята на Орлеанския херцог, който е брат на най-богатия монарх в света; но от друга страна, смятам, че е срамота, че тя е трябвало да заложи бижутата си, за да плати дълговете на съпруга си. | “ |

### Следващи години (1700 – 1740)
Крал Карлос II умира на 1 ноември 1700 г. В завещанието си той заявява, че съпругата му трябва да получи добра ежегодна издръжка както и добро отношение от приемника му. Въпреки това новият крал Филип V, заповядва Мария-Анна да напусне Мадрид преди той да влезе триумфално в столицата. Бившата кралица нямала друг избор, освен да се установи в Толедо и да резедира в стария и мрачен Алказар. Тя изпраща няколко писма до роднините си в Германия, молейки ги за помощ. През 1701 г. нейният по-голям брат, Йоан Вилхелм Нойбургски, пише в едно писмо до сестра си, императрица Елеонора, следното:
| „ | Що се отнася до Кралицата на Испания, аз искрено съжалявам за тази бедна и нещастна жена; но, да си призная, всичко, през което тя преминава, е по нейна вина, заради лошото ѝ поведение, и смятам, че това, за което тя моли Ваше Величество, е повече илюзорно отколкото реалистично. Но ако Вие бихте могли да помогнете на тази бедна жена в нейното отчайващо положение, ще ми направите голяма услуга... | “ |

Въпреки това Мария-Анна е принудена да продължи пребиваването си в Алказар, където положението ѝ става все по-отчайващо. В края на 1704 г. Мария-Анна пише до майка си:
| „ | Напълно съм изоставена, не ми дават издръжката ми или поне една трета част от нея......така че не ползвам прислужници, нито мога да си ги позволя, тъй като нямам пари, с които да им плащам, а понякога дори няма какво да ям...Толкова съм отчаяна, че дори няма на кого да се доверя, тъй като се боя, че всеки ще ме отритне.... | “ |

Положението на Мария-Анна се променя през 1706 г., когато войските на племенника ѝ Карл Австрийски, обсаждат Толедо. Тя се отнесла много мило към тях и ги посрещнала добре, което принуждава крал Филип V да я експулсира от Испания, няколко години по-късно. Тогава Мария-Анна се установява в Бойон, Франция, където живее няколко десетилетия, забравена от всички. През 1739 г., стара и болна, Мария-Анна най-накрая получава разрешение да се завърне в Испания. Тя умира на 16 юли 1740 г. на 73 години в Гуадалахара, Испания, и е погребана в пантеона на инфантите Сан Лоренсо де Ел Ескориал.